# (33766) 1999 RT100
1999 RT100 (asteroide 33766) é um asteroide da cintura principal. Possui uma excentricidade de 0.16140750 e uma inclinação de 10.29071º.
Este asteroide foi descoberto no dia 8 de setembro de 1999 por LINEAR em Socorro.